# Mei 2022
Dit artikel geeft een chronologisch overzicht van de belangrijkste gebeurtenissen per dag in de maand mei van het jaar 2022.

## Gebeurtenissen

### 6 mei
- In Alblasserdam vallen twee doden en twee zwaargewonden bij een schietincident op een zorgboerderij. De dader, een 38-jarige man uit Oud-Alblas, wordt ook verdacht van een moord op een schoenmaker in Vlissingen, twee dagen eerder.[1][2]
- Het Hotel Saratoga in de Cubaanse hoofdstad Havana raakt zwaar beschadigd door een gasexplosie. Er vallen zeker 46 doden.[3]

### 7 mei
- De Noord-Ierse politieke partij Sinn Féin wint de parlementsverkiezingen. De partij werd beschouwd als de politieke tak van de IRA en is voor afscheiding van Groot-Brittannië.[4]

### 10 mei
- Ferdinand Marcos jr., zoon van Ferdinand Marcos en Imelda Marcos, wint de verkiezingen in de Filipijnen.[5]

### 12 mei
- In de Nigeriaanse stad Sokoto wordt een christelijke studente aan het Shehu Shagari College of Education gestenigd door haar islamitische studiegenoten, na een vermeende belediging over Mohammed die ze op WhatsApp had gezet. Het SSCE wordt naar aanleiding van het gebeurde voor onbepaalde tijd gesloten.[6][7]

### 13 mei
- Bij een brand in een kantoorgebouw in het westen van New Delhi vallen zeker 27 doden. De eigenaar van het pand wordt aangehouden.[8][9]
- De Wereldgezondheidsorganisatie meldt dat er sinds het begin van de coronapandemie in Europa nu officieel 2 miljoen mensen aan COVID-19 zijn overleden (de bevolking van Rusland en Oezbekistan meegerekend). Het werkelijke aantal doden door COVID-19 ligt nog een stuk hoger. De laatste paar maanden is het aantal besmettingen en doden in Europa wel aanzienlijk gedaald.[10]

### 14 mei
- Bij een bombardement door Israël op de Syrische plaats Masyaf vallen volgens Syrische staatsmedia zeker vijf doden en zeven gewonden.[11]
- Bij een schietpartij in en nabij een supermarkt in de Amerikaanse stad Buffalo (New York) vallen 10 doden en 3 gewonden. De dader is een 18-jarige man die vanuit racistische motieven handelde.[12][13]

### 15 mei
- De Finse president Sauli Niinistö maakt bekend dat de regering van zijn land besloten heeft om het NAVO-lidmaatschap voor Finland aan te vragen.[14] Ook Zweden besluit om het lidmaatschap aan te vragen.[15]

### 19 mei
- Het eerste geval van apenpokken wordt gesignaleerd in België, daags nadien gevolgd door het eerste geval in Nederland.

### 23 mei
- Anthony Albanese wordt premier van Australië, twee dagen na de parlementsverkiezingen.

### 24 mei
- Bij een schietpartij op een basisschool, de Robb Elementary School in Uvalde (Verenigde Staten), komen 19 kinderen en 2 volwassenen om. De 18-jarige schutter wordt door de politie doodgeschoten.[16][17]

### 29 mei
- Na twaalf jaar vindt de Ros Beiaard-ommegang in Dendermonde weer plaats.

### 31 mei
- Amnesty International beschuldigt het leger van Myanmar in een rapport uitgebracht naar aanleiding van eigen onderzoek van het schenden van de mensenrechten sinds de militaire coup van februari 2021.[18]

## Overleden
<< · januari · februari · maart · april · mei · juni · juli · augustus · september · oktober · november · december · >>